# Hamed Namouchi
Hamed Namouchi (14 de febrero de 1984) es un futbolista tunecino aunque francés de nacimiento. Se desempeña como centrocampista y actualmente juega en el Étoile du Sahel de Túnez.

## Selección nacional
Ha sido internacional con la Selección de fútbol de Túnez, ha jugado 21 partidos internacionales y ha anotado 1 gol.

### Participaciones en Copas del Mundo
| Mundial                        | Sede     | Resultado    |
| ------------------------------ | -------- | ------------ |
| Copa Mundial de Fútbol de 2006 | Alemania | Primera fase |

### Participaciones Internacionales
| Torneo                         | Sede     | Resultado        |
| ------------------------------ | -------- | ---------------- |
| Copa Confederaciones 2005      | Alemania | Primera fase     |
| Copa Africana de Naciones 2006 | Egipto   | Cuartos de final |

## Clubes
| Club             | País     | Año       |
| ---------------- | -------- | --------- |
| AS Cannes        | Francia  | 2000-2003 |
| Rangers FC       | Escocia  | 2003-2006 |
| FC Lorient       | Francia  | 2006-2009 |
| SC Freiburg      | Alemania | 2010      |
| Grenoble Foot 38 | Francia  | 2010-2011 |
| Étoile du Sahel  | Túnez    | 2012-     |